# Omelan Senyk
Omelan Senyk, ukr. Омеля́н Се́ник (ur. 19 stycznia 1891 w Jaworowie, zm. 30 sierpnia 1941 w Żytomierzu) – ukraiński polityk nacjonalistyczny i działacz wojskowy, dowódca UWO, członek Prowodu OUN.

## Życiorys
Na początku I wojny światowej wstąpił do armii austro-węgierskiej. Później był sotnikiem w UHA.
Od 1921 był członkiem UWO, piastował stanowiska w Głównej i Krajowej Komendzie UWO. Przez pewien czas był redaktorem naczelnym organu UWO „Surma”.
W latach 1928–1929 był komendantem UWO. W 1929 był delegatem na I Kongres Ukraińskich Nacjonalistów w Wiedniu. W latach 30. był członkiem czteroosobowego zarządu OUN. W 1930 odbył wiele podróży służbowych do USA, Kanady, Argentyny, Brazylii – prawdopodobnie w celu zdobywania funduszy na działalność organizacji.
W 1934 w Czechosłowacji policja przechwyciła tzw. Archiwum Senyka, które zawierało informacje o podziemnej działalności UWO/OUN, było to 418 oryginałów i 2055 fotografii dokumentów (maszynopisów i rękopisów). Stało się to przyczyną wielu aresztowań ukraińskich działaczy nacjonalistycznych, a samo archiwum jednym z głównych dowodów na procesie warszawskim Stepana Bandery, Mykoły Łebedia i in. (1935/1936). Senyk był podejrzany przez współtowarzyszy o zdradę, ale trybunał OUN tego nie potwierdził. Po śmierci Jewhena Konowalca z pomocą Jarosława Baranowskiego Senyk skupił w swoim ręku całe kierownictwo OUN, aktywnie wpływając na politykę Andrija Melnyka. W 1940 grupa głównych działaczy OUN zaczęła domagać się odsunięcia Senyka i Baranowskiego od władzy, co przyczyniło się do rozłamu w OUN.
Na początku 1941 Senyk został wyznaczony dowódcą głównej „grupy pochodnej” OUN-M, która miała dostać się do Kijowa i ogłosić powstanie państwa ukraińskiego. Zginął w Żytomierzu, zastrzelony przez banderowską Służbę Bezpeky, i tam został pochowany.
Używał pseudonimów: Hrybiwśkyj oraz Kancłer.